# República Federal de Mindanau

Mapa mostrando as áreas reivindicadas da república proposta em vermelho. O restante do território das Filipinas destacado em cinza.

Bandeira proposta (1986)

República Federal de Mindanau é um país proposto abrangendo Mindanau, Palawan e Sulu das Filipinas. A independência da república seria proclamada em uma convenção em Cagayan de Oro em 25 de abril de 1986 pelo Movimento Democrático do Povo Mindanau liderado por Reuben Canoy mas os planos originais para proclamar a independência da república proposta foram alterados para evitar a prisão pela administração de Corazon Aquino devido à violação contra a lei de sedição. A constituição de 31 páginas foi assinada como um movimento para declarar a intenção de proclamar um estado federal independente e a bandeira do Estado proposto foi hasteada. Mindanao, Land of Promise and Security, foi o hino nacional proposto pelos defensores do país.  